# Pensée des Vosges
Viola lutea
Espèce
Classification phylogénétique
La Pensée des Vosges, pensée jaune ou violette des Sudètes (Viola lutea) est une espèce de plantes à fleurs de la famille des Violacées.

## Caractéristiques
La pensée des Vosges est une plante herbacée vivace velue ou glabre à tiges rampantes et grêles.
Les feuilles sont ovales, oblongues ou lancéolées, dentées, longuement pétiolées. Les stipules sont pennées-lobées.

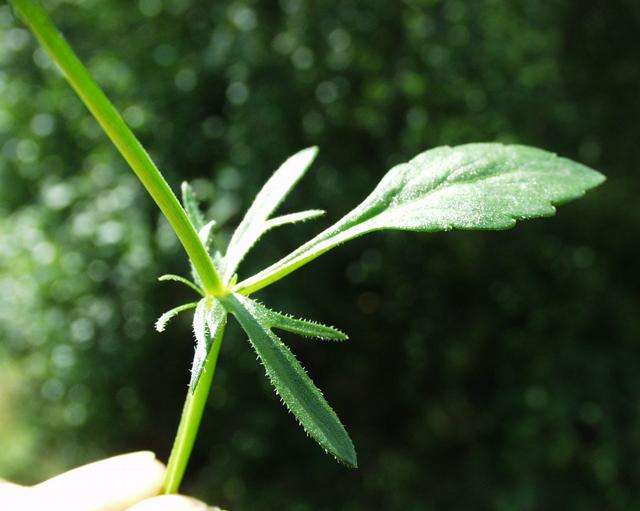
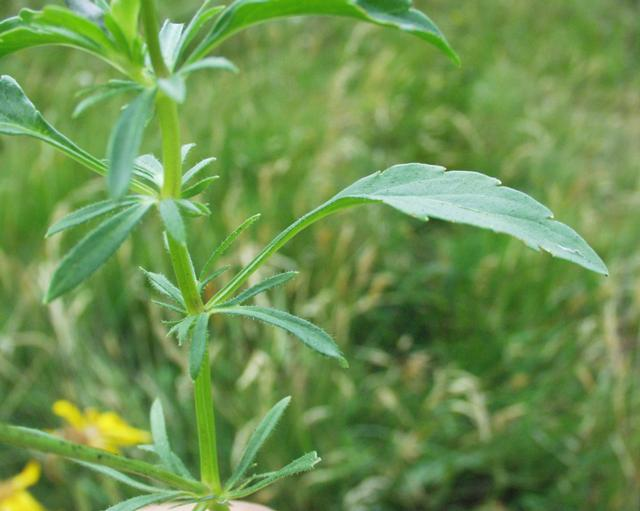

Les fleurs sont jaunes, violettes ou bicolores. Suivant la zone géographique, une couleur peut prédominer (couleur violette dans le Massif central par exemple). Elles font 15 à 30 mm de diamètre avec un éperon court de 3 à 6 mm.

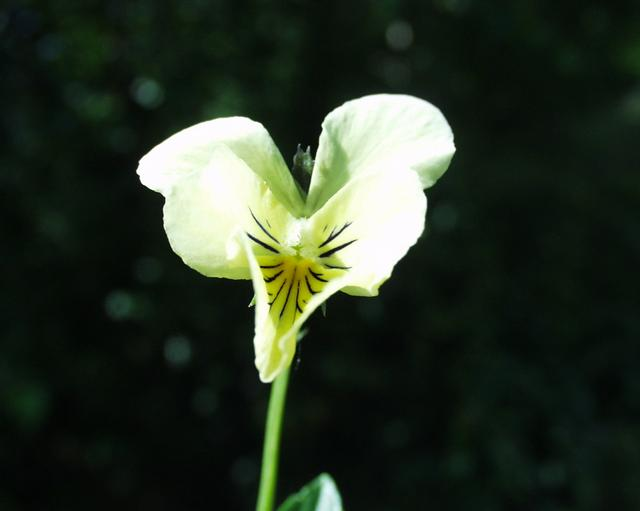
fleur.
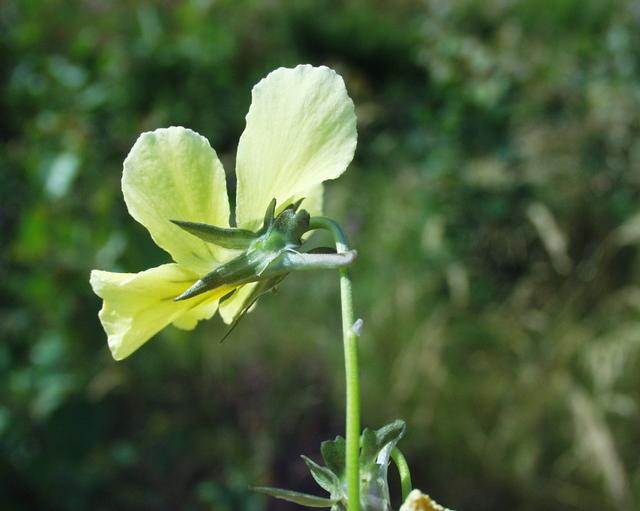
revers de la fleur.
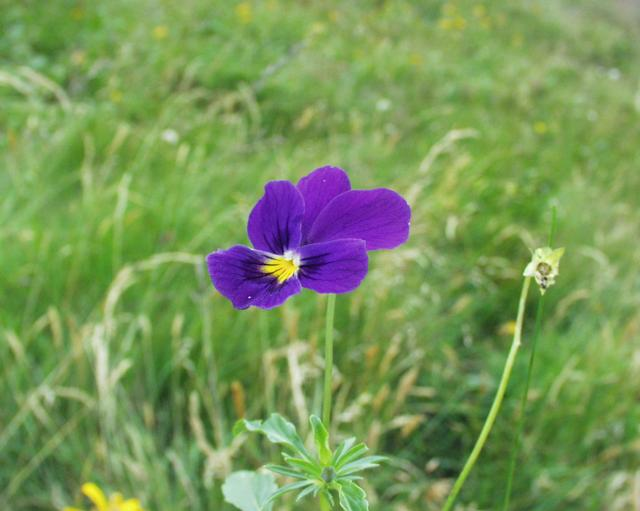
fleur violette.

## Habitat et répartition

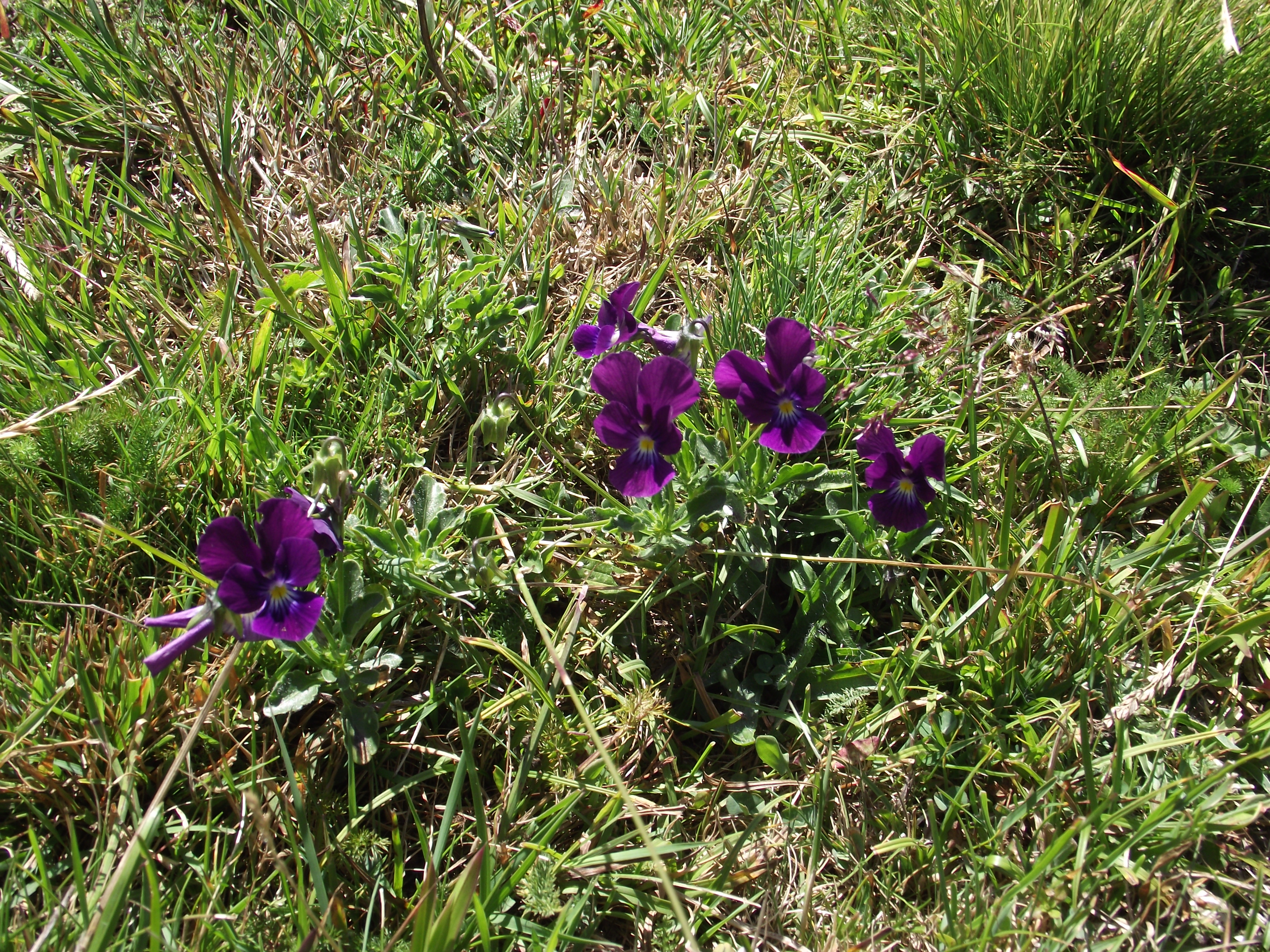
Pensées des Vosges dans les pâturages des monts d'Aubrac (Massif central).

En France, la Pensée des Vosges croît en montagne, essentiellement dans les Vosges et le Massif central, dans les pelouses plutôt acidophiles. C'est en effet une plante typique des hautes chaumes vosgiennes, où elle pousse au-dessus de 800m d'altitude.
Ailleurs en Europe, elle est très présente dans les îles britanniques, en particulier en Écosse et au pays de Galles où elle est désignée sous le terme de "mountain Pansy" ou "Pensée des montagnes" (elle croît en effet sur les hautes terres, jusqu'à 1 000 m d'altitude en Écosse).